# Thaddeus Herrmann

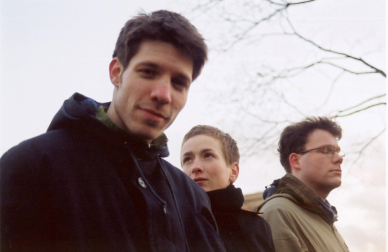
Herrmann & Kleine, Herrmann rechts

Thaddeus „Thaddi“ Herrmann (* 1972) ist ein deutscher Electronica-Musiker, Musik- und Technikjournalist sowie Labelbetreiber aus Berlin.

## Leben
Herrmann wuchs im West-Berliner Hansaviertel auf.
Musikalisch trat er ab 1992 in Erscheinung, als er gemeinsam mit Holger Phrack und Rob Marvin die Band Sonic Subjunkies gründete, die vor allem durch ihre Veröffentlichungen auf Alec Empires Label Digital Hardcore Recordings (DHR) bekannt wurde. Ihre erste EP Suburban Soundtracks Volume 1 erschien 1994 auf DHR. Gemeinsam mit Bassdee hatte er beim Radiosender 98.8 Kiss FM die Sendung Radio Massive.
Herrmann gründete 1998 zusammen mit dem in Manchester lebenden Musikhändler Shlom Sviri das Plattenlabel City Centre Offices (CCO). Seit dem Jahr 2000 betreibt Herrmann auch das kleine Berliner House-Label Just Another Beat.
Gemeinsam mit Christian Kleine gründete er 1999 das Projekt Herrmann & Kleine. 2003 gründete Herrmann gemeinsam mit Hans Möller und Michael Zorn das Projekt Boy Robot, dessen Debütalbum auf CCO erschien. Gemeinsam mit Zorn erschienen auch einige Veröffentlichungen als No Movement No Sound No Memories.
Herrmann war bis Oktober 2013 Redakteur bei der Berliner Zeitschrift De:Bug, dem „Magazin für elektronische Lebensaspekte“ und bloggt für Engadget Deutschland. Er moderierte außerdem die Sendung „Nightflight“ bei Radio Fritz, einem Sender des RBB.

## Diskografie (Auswahl)
Alben
- 1995: Sonic Subjunkies – Sounds From The City Of Quartz (Midi War)
- 1998: Sonic Subjunkies – Molotov Lounge (Lux Nigra)
- 2002: Herrmann & Kleine – Our Noise (Morr Music)
- 2003: Boy Robot – Glamorizing Corporate Lifestyle (City Centre Offices)
- 2005: Boy Robot – Rotten Cocktails (City Centre Offices)
- 2006: No Movement No Sound No Memories – Removed / Acetate  (Lux Nigra)